# Беттіна Ле Бо
Беттіна (Беттін) Ле Бо (23 березня 1932 — 8 вересня 2015) — британська акторка.

## Життєпис
Під час Другої світової війни була розлучена з батьками і містилася в концтаборі на півдні Франції. Їй вдалося втекти, і сім'я ховала її від нацистів. Після переїзду до Англії наприкінці війни вона вчилася в коледжі, працювала моделлю, графологом, артисткою кабаре і вивчила кілька мов.

## Теле- і кінокар'єра
Як актриса брала участь у кількох шоу, у тому числі «Шоу Бенні Гілла».
За її словами, її найулюбленіший скетч — «Французька мова для початківців», де вона зіграла роль вчительки французької мови, а найменше їй сподобався скетч-пародія на програму News At Ten (вона роздягалася у пародії на заставку). В інтерв'ю вона розповіла, що її свекруха, подивившись цю пародію, «розсердилася і сказала, що респектабельна молода леді з двома дітьми не повинна так поводитися, і що її син дуже багато мені дозволяє. Тепер ви розумієте, чому цей скетч мені не подобається».  [Архівовано 29 січня 2018 у Wayback Machine.]
Один з фільмів, у яких вона знімалася — «Доктор Ноу», де вона зіграла секретарку професора Дента (роль у титрах не вказана).
Вела на радіо програму для жінок і написала книгу «Візьми своє щастя».